# Latawce skrzynkowe

Latawiec skrzynkowy

Latawiec skrzynkowy – latawiec zbudowany w formie skrzynki. Latawce tego typu posiadają relatywnie dużą siłę nośną z jednostki powierzchni w porównaniu do latawców płaskich. Latawce tego typu przeżyły ogromny rozwój na przełomie XIX i XX wieku, stając się pierwowzorami dla późniejszych konstrukcji samolotowych. Uzda jest tu jedno- lub wielopunktowa. Przeznaczone są głównie na umiarkowany i silny wiatr. Paweł Elsztein, dziennikarz, autor ponad 70 książek i ok. 500 artykułów z dziedziny lotnictwa, modelarstwa i astronautyki, wymienia cztery podstawowe typy latawców skrzynkowych: latawiec Pottera, latawiec Conynego, latawiec Hargrave'a oraz latawiec Cody'ego. Charakterystyczna jest dla nich przestrzenna forma i sztywna konstrukcja.